# خورشیدگرفتگی ۲۶ فوریه ۱۹۷۹
خورشیدگرفتگی ۲۶ فوریه ۱۹۷۹ (به انگلیسی: Solar eclipse of February 26, 1979) یک خورشیدگرفتگی از نوع خورشیدگرفتگی کامل است. این خورشیدگرفتگی در تاریخ ۲۶ فوریه ۱۹۷۹ میلادی (‎۷ اسفند ۱۳۵۷ خورشیدی) روی داد که زمان اوج آن، ساعت ۱۶:۵۵:۰۶ به‌وقت ساعت هماهنگ جهانی بوده‌است. مدت زمان و طول این خورشیدگرفتگی ۲ دقیقه و ۴۹ ثانیه بود.